# Poleana, Silistra
Poleana (în bulgară Поляна, în română Ialî-Ceatalgea) este un sat în comuna Sitovo, regiunea Silistra, Dobrogea de Sud, Bulgaria. 
Între anii 1913-1940 a făcut parte din plasa Silistra a județului Durostor, România. Lângă localitate a mai existat o așezare (azi dispărută) numită Nicu Filipescu în timpul administrației românești cu populație majoritar românească.

## Demografie
Componența etnică a satului Poleana
     Bulgari (98,81%)
     Nicio identificare (1,18%)
     Altele (0%)
La recensământul din 2011, populația satului Poleana era de 169 locuitori. Din punct de vedere etnic, majoritatea locuitorilor (98,81%) erau bulgari. Pentru 1,18% din locuitori nu este cunoscută apartenența etnică.